# Anna Knysok
Anna Maria Knysok (ur. 19 lipca 1951 w Chorzowie) – polska polityczka, urzędniczka państwowy, psycholożka, posłanka na Sejm X i I kadencji (1989–1993), wiceminister zdrowia (1997–2001).

## Życiorys
Ukończyła w 1970 liceum medyczne, a 1980 studia na Wydziale Psychologii i Pedagogiki Uniwersytetu Śląskiego. W latach 1970–1990 pracowała w szpitalu miejskim w Chorzowie jako psycholog i pielęgniarka. We wrześniu 1980 przystąpiła do Niezależnego Samorządnego Związku Zawodowego „Solidarność”, po wprowadzeniu stanu wojennego kolportowała podziemne wydawnictwa. Od kwietnia do lipca 1983 przebywała w areszcie, zwolniona na mocy amnestii. W latach 1982–1988 współorganizowała msze za ojczyznę w parafii św. Jadwigi Śląskiej w Chorzowie.
Była posłanką na Sejm X kadencji z ramienia Komitetu Obywatelskiego i I kadencji z ramienia Partii Chrześcijańskich Demokratów. W rządzie Jerzego Buzka zajmowała stanowisko podsekretarza stanu w Ministerstwie Zdrowia (1997–2001). Była m.in. współautorką reformy służby zdrowia wprowadzającej kasy chorych. Należała do PChD, następnie do Porozumienia Polskich Chrześcijańskich Demokratów i Stronnictwa Konserwatywno-Ludowego – Ruch Nowej Polski.
Po odejściu z rządu była dyrektorem szpitala miejskiego w Chorzowie, a od 2004 zastępczynią dyrektora Zespołu Szpitali Miejskich w Chorzowie. Członkini Polskiego Towarzystwa Turystyczno-Krajoznawczego, Polskiego Towarzystwa Pielęgniarskiego, Polskiego Towarzystwa Psychologicznego, Klubu Inteligencji Katolickiej, Stowarzyszenia Wolnego Słowa, a także organizacji charytatywnych.
W 2011 otrzymała Krzyż Wolności i Solidarności.